# Talagunda
Talagunda és un poble de la taluka de Shikaripura al districte de Shimoga, estat de Karnataka, Índia. És un lloc amb diverses inscripcions de la dinastia Kadamba. Fou coneguda com a Sthanagundur i fou una agrahara (un lloc d'ensenyament religiós), el agrahara conegut més antic de Karnataka. Una inscripció diu que 32 bramans foren recol·locats des d'un lloc anomenat Ahichchatra per Mukanna (o Trinetra), que va crear la agrahara. Mukanna fou ancestre de Mayurasharma, el fundador de la dinastia Kadamba. L'educació fou impartida a Talagunda durant vuit segles i els estudiants van aprendre els vedes, vedanta, gramàtica i filosofia. La llengua utilitzada era el kannada i els vestits i menjar eren donats gratuïtament als estudiants i mestres.
Un temple dedicat a Pranaveshwara (el déu hindú Xiva) està situat a Talagunda, i prop d'ell una llosa de pedra amb inscripcions i al front un pilar o obelisc amb inscripcions en sàncrit de la meitat del segle V en el regnat de Santivarma, el besnet de Mayurasharma; la inscripció la va fer personalment Kubja, el poeta de la cort de Santivarma que no volia que un altre gravador fes algun error.